# Фузаро (озеро)
Фузаро — небольшое озеро в центральной Италии, в муниципалитете Баколи в провинции Неаполь в регионе Кампания. От Тирренского моря отделено узкой полосой дюн. Входит в региональный парк «Флегрейские поля». Площадь поверхности — 0,97 км². Площадь водосборного бассейна — 8,87 км².

## Расположение
Озеро благодаря своему положению с древности славилось разнообразием своей экосистемы, ещё древние римляне разводили в нём мидий, так и сейчас центральная часть мелководного солёного озера занята садками с мидиями. В целом это очень необычная экосистема представляет большой интерес, характеризуется разнообразием растительности, специфичной для данного региона, например, в иле озера были найдены Methanosarcina barkeri, а сочетание пресных источников и солёной морской воды, попадающей через протоки благотворно сказывается на большом количестве Elysia viridis.
Благодаря наличию поблизости родников озера Фузаро (известно с III века до н. э. как Acherusia Palus), было известно своими большими устрицами по всему миру. Также озера активно используют для рыбалки.
Озеро соединено с морем тремя протоками — на юге, в центральной части и на северо-западе; на всех трёх протоках имеются гидротехнические сооружения, ограничивающие высоту лодок, которые могут использовать озеро в качестве гавани. Ширина северной и центральной проток — около десяти метров, но северная сильно заросла и заилена. Ширина южной — порядка пяти. Через центральную протоку перекинуто два автодорожных моста и один железнодорожный, так же как и через северную протоку и южную. Южная, в отличие от северных, выходит к морю через тоннель в горе Торре-Гавета. Южная датируется I веком нашей эры, а северные — серединой XIX века.
Через полосу суши шириной порядка трёхсот метров, отделяющую озеро от моря, проложена автомобильная дорога Via-Garitello и одноколейная железная дорога Торре-Гавета — Куарто. Сама полоса не так густо застроена, как остальные берега, в южной части на морском берегу находится пляж Sohal. В северной части, чуть южнее северной протоки, находится ещё одно маленькое озеро.
Северное, восточное и южное побережья озера густо застроены. Вдоль южного побережья проходит уже двухпутейная железная дорога Торре-Гавета — Бая.
В 1999 году Лина Вертмюллер сняла здесь свой фильм «Ferdinando e Carolina».

## Охотничий домик Ванвителли
В юго-восточной части озера находится охотничий домик Ванвителли, построенный по приказу короля Неаполя Фердинанда IV в качестве загородной резиденции для охоты и рыбалки. Строил домик известный архитектор Карло Ванвителли, в честь которого и сейчас домик и называется. Здесь снимались некоторые сцены сериала Приключения Пиноккио (1972) режиссёра Луиджи Коменчини. Сейчас к зданию существует деревянный мост, но изначально добраться можно было только на гребных лодках. Среди почётных гостей, портреты которых теперь украшают интерьеры, были Джоаккино Россини, Николай I и Луиджи Эйнауди.
Домик, конюшни, ресторан Гранд, парк — это сохранившиеся части инфраструктуры туристического комплекса, в котором на начало XX века было занято порядка тысячи человек. Большинство зданий не используется по прямому назначению, хотя и продолжают привлекать туристов.

## В истории
Озеро известно с III века до нашей эры как место выращивания моллюсков. Также допускается, что здесь находилась гавань города Кумы, который находится в полутора километрах севернее. Тоннель южной протоки имеет искусственное происхождение, он облицован камнем и Opus reticulatum, и датируется первым веком нашей эры. По всей вероятности, над тоннелем находятся остатки виллы именно того самого Сервилия Ватия, про которого Сенека говорил, что он умел жить.

## В литературе
Озеро несколько раз упоминается в произведениях Александра Дюма: «Сан-Феличе» («…пресловутый Ватия, чья башня вздымается у озера Фузаро,..») и «Граф Монте-Кристо» («…граф получил миног из озера Фузаро…» и «…— Я не слышал, — сказал Кавальканти, — чтобы где-нибудь, кроме озера Фузаро, водились миноги таких размеров….»). А вот замечания о поездке по Кампании русского литературного критика С. П. Шевырёва: «На милю от Мёртвого моря мы видели озеро Фузаро, древний Ахерон. Ныне в нём содержатся и разводятся устрицы, мочат лён и шафран. Это место гульбища итальянцев в сентябре месяце и зимою».